# 艾爾文·羅德里奎茲
艾爾文·米格爾·羅德里格斯（西班牙語：Elvin Miguel Rodríguez，1998年3月31日—）是多明尼加的職業棒球投手，目前效力於巴爾的摩金鶯。他之前曾效力於老虎、光芒和釀酒人，以及日職的養樂多燕子等隊。

## 生涯

### 洛杉磯天使
羅德里格斯於2014年7月4日以國際自由球員身份與洛杉磯天使隊簽約。他的職業生涯首季是在2015年，效力於DSL天使隊，投球51局，成績為0勝6敗，防禦率為4.59。他在2016年賽季分別效力於DSL和AZL天使隊，共投球58 2⁄3局，獲得4勝2敗，防禦率為1.53。在2017年賽季，他效力於Orem Owlz和Burlington Bees隊，共投球68局，成績為5勝3敗，防禦率為2.91。他榮獲先鋒聯盟年度最佳投手獎。

### 底特律老虎
2017年9月15日，天使隊將羅德里格斯送往底特律老虎隊，成為交易中送至天使隊的賈斯汀·厄普頓的未來指名球員。羅德里格斯在2018年賽季效力於西密歇根白帽隊，投球113 1⁄3局，成績為8勝7敗，防禦率3.34。他在2019年賽季效力於雷克蘭飛虎隊，投球133 2⁄3局，成績為11勝9敗，防禦率3.77。由於COVID-19大流行導致小聯盟賽季取消，他未參與2020年的比賽。2021年11月8日，老虎隊購入了羅德里格斯的合同，將他加入40人名單。
羅德里格斯入選了老虎隊2022年球季的開幕戰名單。他在2022年4月10日進行了他的大聯盟首秀，對陣芝加哥白襪，以救援身份出場。在整個球季中，他為老虎隊出場七次（其中五次是先發），取得0勝4敗，防禦率10.62，投球29.2局，奪下25次三振。在11月10日，羅德里格斯被從40人名單中移除，被指定為三A托萊多泥雞隊的球員。他當天選擇成為自由球員。

### 坦帕灣光芒
2023年1月18日，羅德里格斯與坦帕灣光芒隊簽署了一份小聯盟合同。在為三A杜蘭姆公牛隊進行的10次先發中，他以45局的投球工作，取得了3.40的防禦率，並完成了48次三振。7月7日，光芒隊選擇了羅德里格斯的合同，將他加入了一線隊名單。當晚在對亞特蘭大勇士隊的比賽中，他在賽季首秀中投出了3 1⁄3局的完美表現。第二天，羅德里格斯被指定為分配，因為這週早些時候曝光他已經同意與一支日本球隊達成協議。7月9日，羅德里格斯被光芒隊釋出。

### 東京養樂多燕子
2023年7月13日，羅德里格斯與日本職業棒球聯盟（NPB）的東京養樂多燕子隊簽約。

## 外部連結
- 艾文·羅德里奎在美國職棒官網（英语）
- 艾文·羅德里奎在日本職棒官網（英语）
- 艾文·羅德里奎在Baseball-Reference.com（大聯盟）（英语）
- 艾文·羅德里奎在Baseball-Reference.com（小聯盟以及海外聯盟）（英语）
- 艾文·羅德里奎在ESPN（MLB）（英语）
- 艾文·羅德里奎在FanGraphs.com（英语）
- 艾文·羅德里奎在Retrosheet（英语）